# Città del Messico per popolazione
Le città del Messico con più di 100 000 abitanti sono le seguenti.

## Lista
| #   | Città                       | Stato                    | Popolazione |
| --- | --------------------------- | ------------------------ | ----------- |
| 1   | Città del Messico           | Città del Messico        | 8.720.916   |
| 2   | Ecatepec de Morelos         | Messico                  | 1.687.549   |
| 3   | Guadalajara                 | Jalisco                  | 1.600.894   |
| 4   | Tijuana                     | Bassa California         | 1.483.992   |
| 5   | Puebla de Zaragoza          | Puebla                   | 1.399.519   |
| 6   | Ciudad Juárez               | Chihuahua                | 1.301.452   |
| 7   | Monterrey                   | Nuevo León               | 1.139.814   |
| 8   | León                        | Guanajuato               | 1.137.465   |
| 9   | Ciudad Nezahualcóyotl       | Messico                  | 1.136.300   |
| 10  | Zapopan                     | Jalisco                  | 1.026.492   |
| 11  | Naucalpan de Juárez         | Messico                  | 792.226     |
| 12  | Chihuahua                   | Chihuahua                | 748.518     |
| 13  | Mérida                      | Yucatán                  | 734.153     |
| 14  | Guadalupe                   | Nuevo León               | 691.434     |
| 15  | San Luis Potosí             | San Luis Potosí          | 685.934     |
| 16  | Tlalnepantla de Baz         | Messico                  | 674.417     |
| 17  | Aguascalientes              | Aguascalientes           | 663,671     |
| 18  | Mexicali                    | Bassa California         | 653.046     |
| 19  | Hermosillo                  | Sonora                   | 641.791     |
| 20  | Saltillo                    | Coahuila                 | 633.667     |
| 21  | Acapulco                    | Guerrero                 | 616.394     |
| 22  | Morelia                     | Michoacán                | 608.049     |
| 23  | Culiacán                    | Sinaloa                  | 605.304     |
| 24  | Santiago de Querétaro       | Querétaro                | 596.450     |
| 25  | Torreón                     | Coahuila                 | 548.723     |
| 26  | Tlaquepaque                 | Jalisco                  | 542.051     |
| 27  | Cancún                      | Quintana Roo             | 526.701     |
| 28  | Chimalhuacán                | Messico                  | 524.223     |
| 29  | Reynosa                     | Tamaulipas               | 507.998     |
| 30  | Tuxtla Gutiérrez            | Chiapas                  | 490.455     |
| 31  | Cuautitlán                  | Messico                  | 477.872     |
| 32  | San Nicolás de los Garza    | Nuevo León               | 476.761     |
| 33  | Ciudad López Mateos         | Messico                  | 471.904     |
| 34  | Toluca                      | Messico                  | 467.712     |
| 35  | Victoria de Durango         | Durango                  | 463.830     |
| 36  | Veracruz                    | Veracruz                 | 444.438     |
| 37  | Matamoros                   | Tamaulipas               | 422.711     |
| 38  | Apodaca                     | Nuevo León               | 393.195     |
| 39  | Xalapa                      | Veracruz                 | 387.879     |
| 40  | Tonalá                      | Jalisco                  | 374,258     |
| 41  | Mazatlán                    | Sinaloa                  | 352.471     |
| 42  | Nuevo Laredo                | Tamaulipas               | 348.387     |
| 43  | Irapuato                    | Guanajuato               | 342.561     |
| 44  | Villahermosa                | Tabasco                  | 335.778     |
| 45  | Cuernavaca                  | Morelos                  | 332.197     |
| 46  | Xico                        | Messico                  | 331.321     |
| 47  | Celaya                      | Guanajuato               | 310.413     |
| 48  | Tampico                     | Tamaulipas               | 303.635     |
| 49  | Tepic                       | Nayarit                  | 295.204     |
| 50  | General Escobedo            | Nuevo León               | 295.131     |
| 51  | Ixtapaluca                  | Messico                  | 290.076     |
| 52  | Coacalco de Berriozábal     | México                   | 285,822     |
| 53  | Ciudad Victoria             | Tamaulipas               | 278.455     |
| 54  | Ciudad Obregón              | Sonora                   | 270.992     |
| 55  | Pachuca                     | Hidalgo                  | 267.751     |
| 56  | Ensenada                    | Bassa California         | 260.075     |
| 57  | Santa Catarina              | Nuevo León               | 259.202     |
| 58  | Oaxaca de Juárez            | Oaxaca                   | 258.008     |
| 59  | Villa Nicolás Romero        | Messico                  | 242.798     |
| 60  | Gómez Palacio               | Durango                  | 239.842     |
| 61  | Uruapan                     | Michoacán                | 238.975     |
| 62  | Tehuacán                    | Puebla                   | 238.229     |
| 63  | Coatzacoalcos               | Veracruz                 | 234.174     |
| 64  | Los Reyes la Paz            | Messico                  | 232.211     |
| 65  | Los Mochis                  | Sinaloa                  | 231.977     |
| 66  | Soledad de Graciano Sánchez | San Luis Potosí          | 215.968     |
| 67  | San Francisco de Campeche   | Campeche                 | 211.671     |
| 68  | Monclova                    | Coahuila                 | 198.819     |
| 69  | Buenavista                  | Messico                  | 198.404     |
| 70  | Ciudad Madero               | Tamaulipas               | 193.045     |
| 71  | Tapachula                   | Chiapas                  | 189.991     |
| 72  | Nogales                     | Sonora                   | 189.759     |
| 73  | La Paz                      | Bassa California del Sud | 189.176     |
| 74  | Puerto Vallarta             | Jalisco                  | 177.830     |
| 75  | Poza Rica                   | Veracruz                 | 174.512     |
| 76  | Chicoloapan de Juárez       | Messico                  | 168.091     |
| 77  | Chilpancingo de los Bravo   | Guerrero                 | 166.796     |
| 78  | Metepec                     | Messico                  | 164.182     |
| 79  | Ojo de Agua                 | Messico                  | 161.820     |
| 80  | Ciudad del Carmen           | Campeche                 | 154.197     |
| 81  | San Pablo de las Salinas    | Messico                  | 160.432     |
| 82  | Jiutepec                    | Morelos                  | 153.704     |
| 83  | Cuautla                     | Morelos                  | 145,482     |
| 84  | Chalco                      | Messico                  | 144.311     |
| 85  | Salamanca                   | Guanajuato               | 143.838     |
| 86  | San Cristóbal de Las Casas  | Chiapas                  | 142.364     |
| 87  | Piedras Negras              | Coahuila                 | 142.011     |
| 88  | San Luis Río Colorado       | Sonora                   | 138.796     |
| 89  | Chetumal                    | Quintana Roo             | 136.825     |
| 90  | Córdoba                     | Veracruz                 | 136.237     |
| 91  | Boca del Río                | Veracruz                 | 129.416     |
| 92  | Zamora de Hidalgo           | Michoacán                | 127.606     |
| 93  | Ciudad Acuña                | Coahuila                 | 126.238     |
| 94  | Colima                      | Colima                   | 123.597     |
| 95  | Zacatecas                   | Zacatecas                | 122.889     |
| 96  | San Pedro Garza García      | Nuevo León               | 121.977     |
| 97  | San Juan del Río            | Querétaro                | 120.984     |
| 98  | Orizaba                     | Veracruz                 | 117.273     |
| 99  | Ciudad Valles               | San Luis Potosí          | 116.261     |
| 100 | Fresnillo                   | Zacatecas                | 110.892     |
| 101 | Manzanillo                  | Colima                   | 110,728     |
| 102 | Iguala                      | Guerrero                 | 110.390     |
| 103 | Minatitlán                  | Veracruz                 | 109.791     |
| 104 | Delicias                    | Chihuahua                | 108,187     |
| 105 | Navojoa                     | Sonora                   | 103.312     |
| 106 | Guaymas                     | Sonora                   | 101.507     |
| 107 | Hidalgo del Parral          | Chihuahua                | 101.147     |
| 108 | Playa del Carmen            | Quintana Roo             | 100.383     |

## Aree metropolitane del Messico
Le aree metropolitane con popolazione superiore a un milione di abitanti (secondo il censimento del 2005) sono le seguenti.
| # | Città              | Stato             | Popolazione |
| - | ------------------ | ----------------- | ----------- |
| 1 | Città del Messico  | Città del Messico | 19.231.829  |
| 2 | Guadalajara        | Jalisco           | 4.095.853   |
| 3 | Monterrey          | Nuevo León        | 3.664.331   |
| 4 | Puebla de Zaragoza | Puebla            | 2.109.049   |
| 5 | Toluca             | Messico           | 1.610.786   |
| 6 | Tijuana            | Bassa California  | 1.483.992   |
| 7 | León               | Guanajuato        | 1.425.210   |
| 8 | Ciudad Juárez      | Chihuahua         | 1.313.338   |
| 9 | Torreón            | Coahuila          | 1.110.890   |